# Вербовка (Литинский район)
Вербовка (укр. Вербівка) — село на Украине, находится в Литинском районе Винницкой области.
Код КОАТУУ — 0522481301. Население по переписи 2001 года составляет 427 человек. Почтовый индекс — 22334. Телефонный код — 4347.
Занимает площадь 0,179 км².
В селе действует храм Святой Параскевы Литинского благочиния Винницкой епархии Украинской православной церкви.

## Адрес местного совета
22336, Винницкая область, Литинский р-н, с. Бруслинов, ул. Ленина, 14